# Cecil Purdy
Cecil John Seddon Purdy AM (Port Said, Egipte, 27 de març de 1906 – Sydney, Austràlia, 6 de novembre de 1979), fou un jugador d'escacs australià, que tingué el títol de Mestre Internacional, i el de Gran Mestre d'escacs per correspondència des de 1953. Fou el primer Campió del món d'escacs per correspondència, i també un influent periodista, escriptor, i editor d'escacs.

## Biografia i resultats destacats en competició
Quan era un nen, va anar a viure amb la seva família des d'Egipte a Nova Zelanda, i posteriorment a Tasmània, Austràlia, abans d'assentar-se definitivament a Sydney quan tenia 12 anys, on va anar a la Cranbrook School. Mentre era a Tasmània, un dels seus companys de classe fou la futura estrella del cinema Errol Flynn.
Va començar la seva carrera escaquística als 16 anys, i aviat va decidir dedicar-se a temps complet a ser escriptor i jugador d'escacs, inicialment sobre el tauler, però aviat combinant-ho amb els escacs per correspondència. Fou quatre cops Campió d'Austràlia, els anys 1935, 1937, 1949, i 1951. Va guanyar els dos primers campionats australians per correspondència, el 1938 i 1945. També va guanyar el Campionat de Nova Zelanda el 1924/25. A Auckland 1952, va empatar un disputat matx contra Ortvin Sarapu, en aquell moment clarament el millor jugador neozelandès; això va dur que fossin declarats co-campions d'Australàsia.
Es va casar el 1934 amb Anne Crakanthorp, filla del bicampió d'Austràlia d'escacs Spencer Crakanthorp. Del matrimoni en nasqueren dos fills, John (1935–2011) i Diana. John Purdy va seguir les passes del seu pare (i del seu avi) tot guanyant el campionat australià els anys 1955 i 1963. Diana també va ser una bona jugadora, i es va casar amb un dels principals escaquistes de Nova Zelanda, Frank Hutchings, el 1960.
Purdy va fundar i editar la revista Australasian Chess Review (1929–1944); posteriorment va canviar el nom per Check (1944–45), i finalment per Chessworld (1946–1967). Fou descrit per en Bobby Fischer com a gran instructor d'escacs. Algunes de les seves obres s'editen encara avui en dia. És famosa una frase seva: "Pawn endings are to chess as putting is to golf." (els finals de peons són als escacs el mateix que el putt al golf).
El 1976 fou guardonat amb l'Orde d'Austràlia per serveis als escacs.

### Mort
Purdy va morir d'un atac de cor mentre jugava als escacs; sembla que les seves darreres paraules foren: "estic guanyant, però trigaria una mica" (Dunne 1991:119). Segons el Gran Mestre australià Ian Rogers les darreres paraules de Purdy's foren "Haig de segellar la jugada", i que en Purdy "no estava guanyant en la posició final — Cecil no hauria deixat passar una posició de taules per una de guanyadora."

## Llibres
- Purdy, C.J.S.. C.J.S. Purdy on the Endgame.  Thinker's Press, 2003. ISBN 978-1-888710-03-8.